# Godrevy Island
Godrevy Island är en ö i Storbritannien.   Den ligger i riksdelen England, i den södra delen av landet, 400 km väster om huvudstaden London.